# Ricard Canals i Llambí
Ricard Canals i Llambí (Barcelona, 13 de desembre de 1876 - 1931) va ésser un pintor, dibuixant i gravador català. Va formar part juntament amb els seus amics els pintors Isidre Nonell, Joaquim Mir, Ramon Pichot i Juli Vallmitjana de la Colla del Safrà, anomenat així pel colorit emprat en les seves obres.

## Biografia
Va començar els seus estudis a l'Escola de la Llotja, però els va abandonar inacabats per sortir a pintar al carrer amb els seus amics.
Viatja a Caldes de Boí amb Nonell el 1896, i un any després a París, on exposen a la galeria Chez Dosbourg amb gran èxit. Nonell torna a Barcelona i Canals es queda treballant per al marxant Durand-Ruel, qui li organitza exposicions per Europa i els Estats Units.
A París manté una amistat força important amb Picasso, a qui ja havia conegut a Barcelona. D'aquesta època és el Retrat de la senyora Canals realitzat per Picasso, que pertany a l'època rosa, així com el quadre Una llotja als toros, 1904, de Canals, on van posar les parelles d'ambdós pintors,  Benedetta Bianco (model italiana i futura esposa de Canals) i Fernande Olivier (model i artista francesa). Durant l'època parisenca es veu influenciat per l'obra de Degas i Renoir.
Va tornar l'any 1907, per viure definitivament a la ciutat Comtal, on va presidir l'associació "Les Arts i els Artistes", un nucli artístic de l'època.
Feu llargues estades a Madrid, Sevilla i Granada. Les seves obres tingueren, des d'aleshores, un sabor netament espanyol, tot i que tècnicament de factura moderna. Fou precisament aquesta temàtica espanyola, la que el faria triomfar a París. Es distingí també com a retratista.
La seva darrera obra important, abans de la seua prematura desaparició, va ésser la decoració del sostre d'una de les estances de l'Ajuntament de Barcelona. El 1933 se li va dedicar una exposició pòstuma a la Sala Parés de Barcelona.

## Col·leccions i galeria
La col·lecció més important de la seva obra es conserva al Museu Nacional d'Art de Catalunya (MNAC), però també es poden trobar obres seves a la Biblioteca Museu Víctor Balaguer, entre altres llocs.

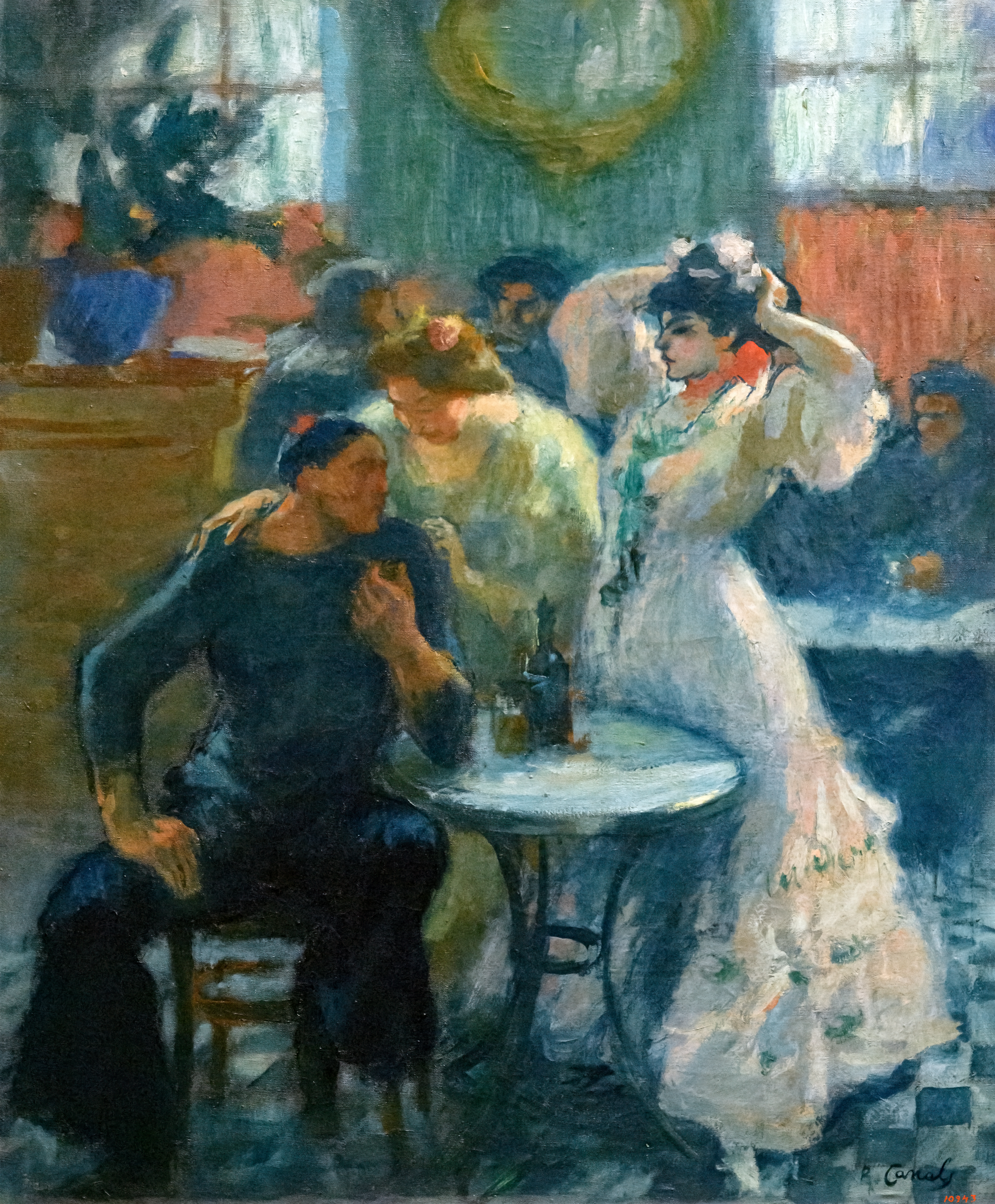
Al bar, 1910, obra de Canals conservada al MNAC.
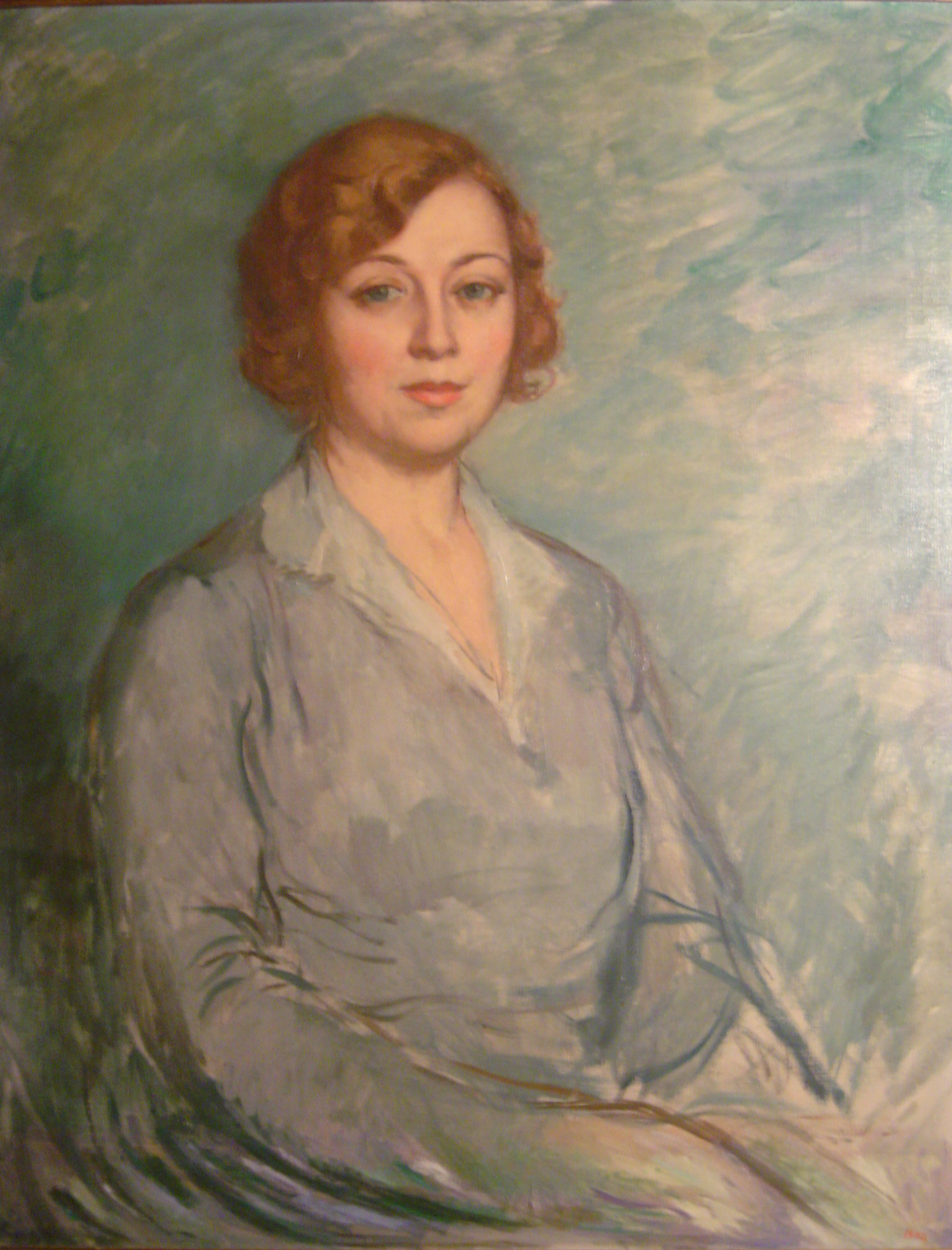
Retrat de Victòria González Somón de Ricard Canals, 1931, Biblioteca Museu Víctor Balaguer.
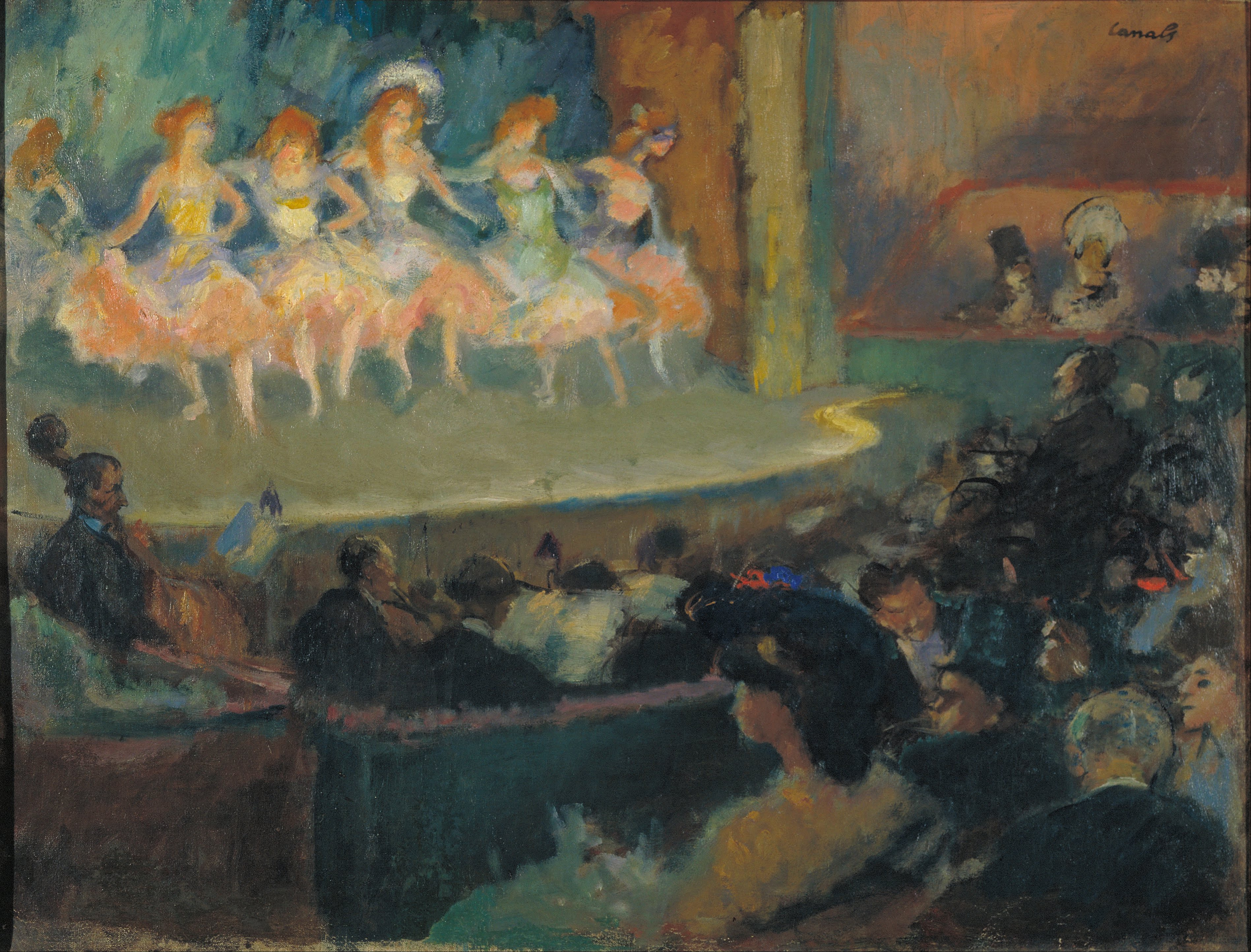
Cafè concert, obra de Canals conservada al MNAC.
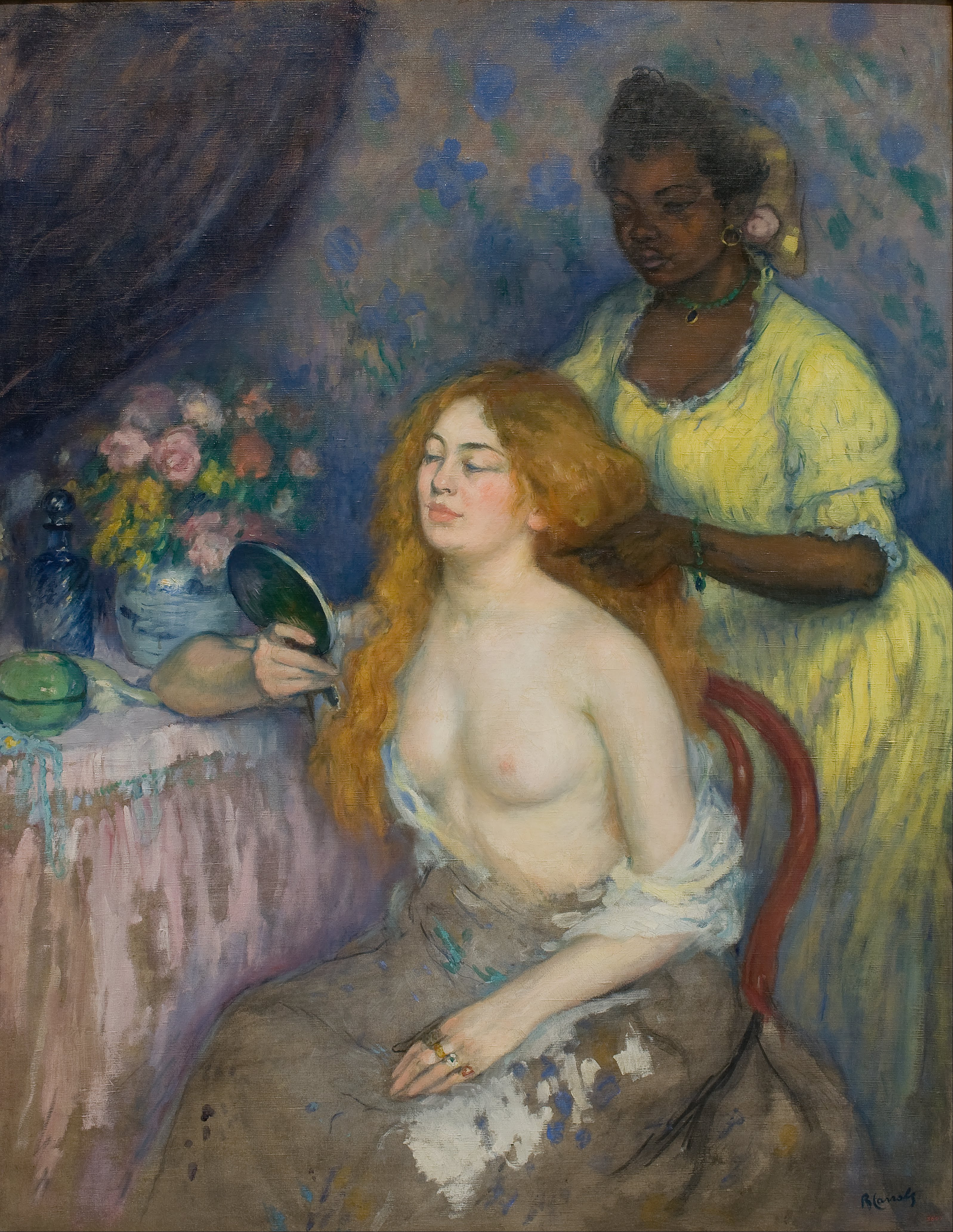
La toilette, obra de Canals conservada al MNAC.

## Obres destacades
- Interior de music-hall, al MNAC[7]